# Slag bij Brouwershaven (1490)

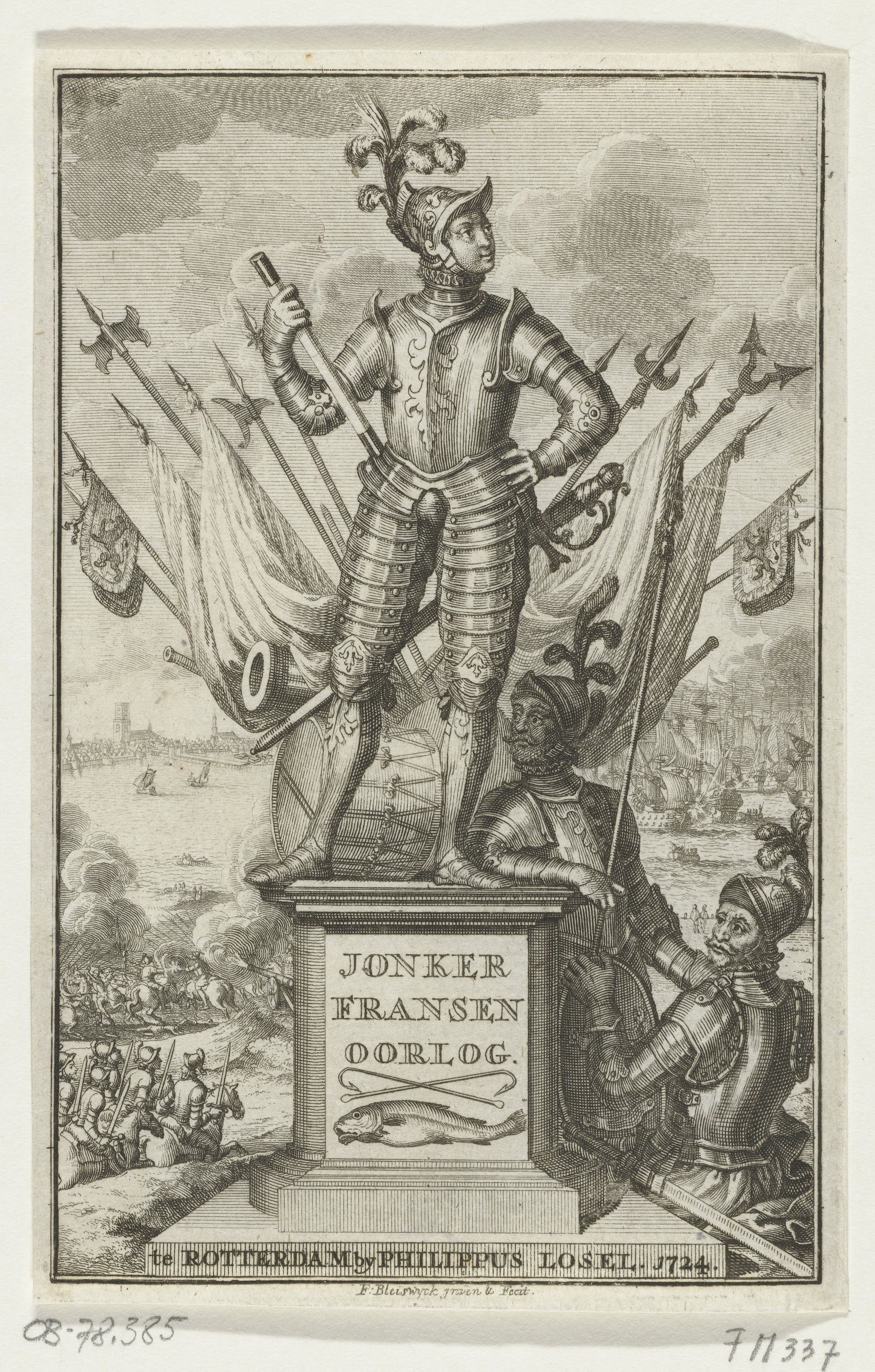
Jonker Frans van Brederode werd verslagen bij Brouwershaven en overleed korte tijd later aan zijn verwondingen.

De Slag bij Brouwershaven vond plaats op 23 juli 1490 tijdens de Hoekse en Kabeljauwse twisten bij Brouwershaven, Zeeland. Algemeen was dit het laatste gevecht van de Jonker Fransenoorlog, de laatste opstandsperiode in de 150 jaar durende Hoekse en Kabeljauwse twisten.
In 1426 vond er ook een Slag bij Brouwershaven plaats, dit was meer een veldslag die zich op het land afspeelde, deze slag speelde zich af op het water.

## Achtergrond
Na de inname van Rotterdam in 1488 was die stad ruim anderhalf jaar in handen van de Hoeken onder jonker Frans van Brederode. In die periode hadden ze maar gering succes met het veroveren van grondgebied, zo werd Woerden onder heer Johan van Montfoort veroverd en ook Geertruidenberg in 1489. Door plundertochten in de Maasstreek en het Westland te houden, wisten ze lang stand te houden. Door de in 1490 blokkades die werden opgezet door de Kabeljauwen op het water en land en de in onrust rakende bevolking van Rotterdam, besloot Frans van Brederode en zijn aanhang op 29 juni 1490 de stad te verlaten.
De Hoeken vertrokken naar Sluis, het laatste toevluchtsoord van hun partij. Ze bleven niet lang en stroopten daarna de Zeeuwse en Hollandse eilanden af.

## (Zee)slag
Op 21 juli kwamen edelen uit Zeeland en Holland bij elkaar nabij Strijen en besloten dat het niet zo verder kon. Er werden vanuit Schiedam en Dordrecht een scheepsmacht verzameld onder de gezagvoerder van Holland Jan III van Egmont met o.a. edelen als Willem en Gilles van Valkestein, Willem van Schagen, Jacob en Gerrit van Reimerswaal, Filips van Wassenaar, Frederik van Renesse, heer van Ellewoutsdijk en Gijsbrecht van Raaphorst in de gelederen. Daarbij werden circa 3000 krijsmannen geronseld en in 86 schepen vervoerd.
Op 23 juli troffen de schepen elkaar in het Gat van Brouwershaven, waar de Hoeken kort daarvoor uit Goedereede waren vertrokken. De gevechten begonnen rond de middag op het water, roei-jachten en kromstevens werden lekgeslagen, liepen vast of werden geramd. De Hoeken hadden tegen de avond 16 schepen verloren en besloten naar het vasteland te gaan. Bij het aan land gaan viel de Hoek Dirk van Hodenpyl zwaargewond neer op de grond en had Frans van Brederode een flinke hoofdwond opgelopen. Kort daarna werd Van Brederode in zijn knie geschoten en samen met zijn neef en halfbroer Anthonie en Walraven van Brederode gevangen genomen. De overige Hoeken die nog op het water strijd leverden, besloten met het invallen van de nacht de aftocht te blazen. Het waren 9 schepen met circa 390 manschappen die de slag overleefde met Hoekse heren als Jan van Naaldwijk, Jan van Teterode en Nicolaas Wittenhorst. Op 26 juli werden de Kabeljauwse overwinnaars binnen Dordrecht gehaald en op 28 juli kwamen de overlevende Hoeken in Sluis aan. In Dordrecht werden de Hoekse gevangenen bekogeld, bespuugd en uitgescholden door de burgers. Frans van Brederode overleed in gevangenschap voordat hij berecht kon worden.

## Nasleep
Vele Hoekse edelen en hoofdmannen als Steven Nieveld, Dirk van Hodenpyl, Willem Willemszoon en Herman Wytz werden binnen het jaar onthoofd of opgehangen. De langslepende Hoekse en Kabeljauwse twisten leken hiermee beëindigd. Jan III van Egmont werd voor zijn diensten beloond door Maximiliaan van Oostenrijk met verheven worden tot graaf, daarbij werd zijn stadhouderschap verlengd. Van Egmont kreeg nog te maken met de Opstand van het Kaas- en Broodvolk, maar hier speelden geen partijbelangen meer.